# Partido para a Renovação Social
Die Partido para a Renovação Social (PRS) ist eine politische Partei in Guinea-Bissau.

## Gründung
Nach der Zulassung politischer Parteien neben der langjährigen Einheitspartei PAIGC gründete der 1989 aus der PAIGC ausgeschlossene Kumba Ialá am 14. Januar 1992 die PRS. Ialá kandidierte 1994 bei den ersten freien Präsidentschaftswahlen und erreichte 21,88 % der Stimmen im ersten Wahlgang und unterlag am 7. August 1994 im zweiten Wahlgang mit 47,98 % gegen den seit 1980 regierenden Präsidenten João Bernardo Vieira.

## Regierungspartei
Nach dem Sturz Vieiras setzte die Übergangsregierung unter Malam Bacai Sanhá Neuwahlen an. Ialá trat wieder an und erreichte diesmal 38,81 % der Stimmen im ersten Wahlgang und siegte am 16. Januar 2000 mit rund 72 % gegen Sanhá. Die PRS wurde in den Parlamentswahlen im November 1999 stärkste Partei mit 38 der 102 Sitze. Die Regierungszeit der PRS war von Putschversuchen und der Rebellion Ansumané Manés überschattet. Ialás zunehmend autoritäre Regierung endete am 14. September 2003 durch einen Putsch des Stabschefs der Armee, Veríssimo Correia Seabra. Die Militärregierung bestimmte den Generalsekretär der PRS, Artur Sanhá am 28. September 2003 zum Premierminister einer Übergangsregierung und Henrique Pereira Rosa zum Präsidenten.

## Oppositionspartei
Bei den Parlamentswahlen im März 2004 setzte sich die mit PAIGC mit 31,5 % der Stimmen und 45 von 102 Mandaten als stärkste Partei durch und bildete eine neue Regierung, die PRS erreichte mit 24,8 % und 35 Sitzen den zweiten Platz. Ialá war kurz vor den Wahlen aus dem Arrest entlassen worden. Für die Präsidentschaftswahlen 2005 wurde er von seiner Partei wieder nominiert, schied aber diesmal bereits im ersten Wahlgang mit rund 25 % der Stimmen aus. Den zweiten Wahlgang bestritten die Ex-Präsidenten Malam Bacai Sanhá und Vieiras, wobei letzterer am 24. Juli 2005 siegte. Zunächst protestierten Ialá und seine Partei gegen das Ergebnis des ersten Wahlgangs. Ialá selbst akzeptierte das Ergebnis später und sprach sich vor dem zweiten Wahlgang für Vieira aus, während seine Parteifreunde weiter demonstrierten.
Durch die Krise der PAIGC, von der sich nach Vieiras Amtsantritt am 1. Oktober 2005 14 ihrer 45 Abgeordneten lossagten, wurde die PRS stärkste Kraft im Parlament.